# إيما ميني بويد
إيما ميني بويد (بالإنجليزية: Emma Minnie Boyd) هي رسامة أسترالية، ولدت في 23 نوفمبر 1858 في Harkaway, Victoria ‏ في أستراليا، وتوفيت في 13 سبتمبر 1936.

## معرض صور

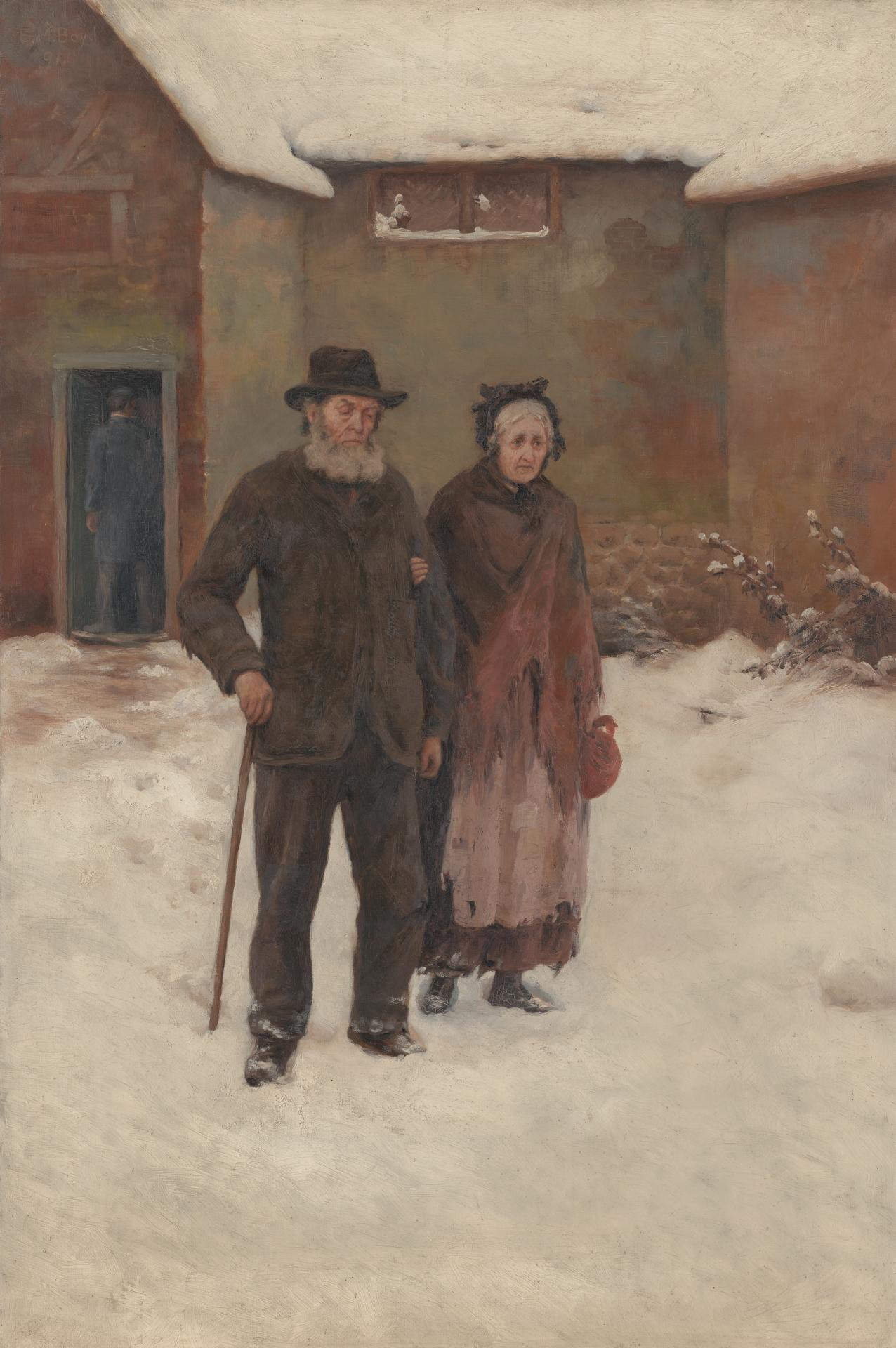
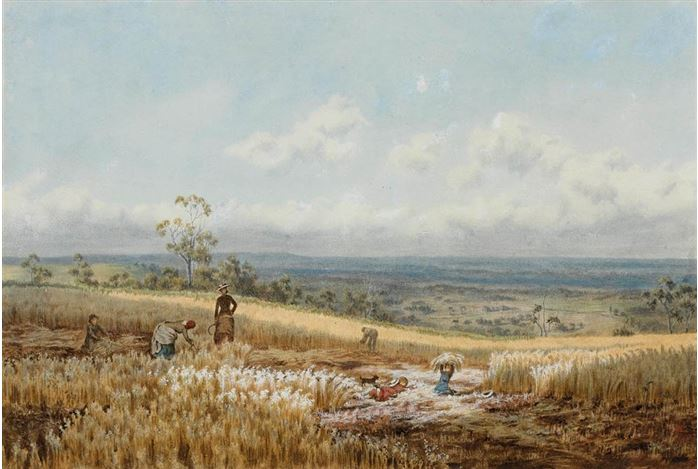
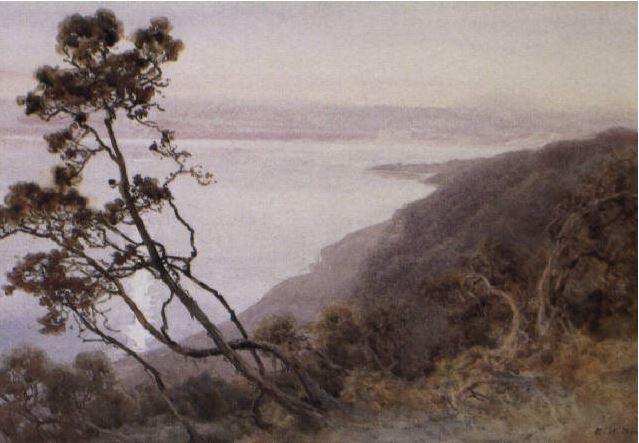
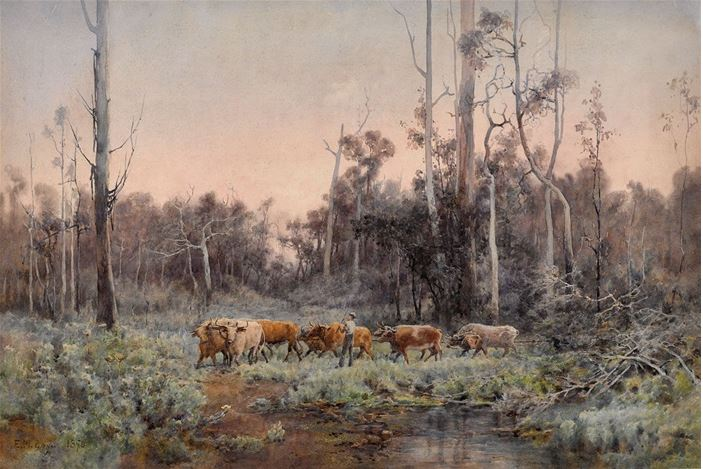